# Rovaniemen Palloseura 2013
Questa voce raccoglie le informazioni riguardanti il Rovaniemen Palloseura nelle competizioni ufficiali della stagione 2013

## Rosa
| N. |                      | Ruolo | Calciatore        |
| -- | -------------------- | ----- | ----------------- |
| 3  | Finlandia (bandiera) | D     | Jarkko Lahdenmäki |
| 4  | Finlandia (bandiera) | C     | Antti Okkonen     |
| 6  | Nigeria (bandiera)   | D     | Ndukaku Alison    |
| 7  | Finlandia (bandiera) | C     | Tuomas Tyystälä   |
| 9  | Finlandia (bandiera) | A     | Mika Lahtinen     |
| 10 | Finlandia (bandiera) | C     | Nicholas Otaru    |
| 11 | Finlandia (bandiera) | A     | Aleksandr Kokko   |
| 12 | Finlandia (bandiera) | P     | Oskari Forsman    |
| 13 | Finlandia (bandiera) | D     | Joonas Pennanen   |
| 15 | Finlandia (bandiera) | D     | Arttu Härkönen    |
| 16 | Finlandia (bandiera) | C     | Ville Saxman      |

| N. |                              | Ruolo | Calciatore             |
| -- | ---------------------------- | ----- | ---------------------- |
| 17 | Finlandia (bandiera)         | C     | Olli Pöyliö            |
| 19 | Finlandia (bandiera)         | C     | Santeri Kumpula        |
| 21 | Nigeria (bandiera)           | A     | Emenike Mbachu         |
| 22 | Finlandia (bandiera)         | C     | Mika-Matti Maisonvaara |
| 23 | Finlandia (bandiera)         | D     | Antti Peura            |
| 25 | Trinidad e Tobago (bandiera) | A     | Ataullah Guerra        |
| 30 | Finlandia (bandiera)         | P     | Pauli Tuisku           |
| 30 | Finlandia (bandiera)         | P     | Mikko Rantala          |
| 33 | Giamaica (bandiera)          | C     | Akeem Priestley        |
| 35 | Nigeria (bandiera)           | D     | Faith Obilor           |
| 55 | El Salvador (bandiera)       | D     | Víctor Turcios         |